# Kamienica Rydzikowska w Jarosławiu
Kamienica Rydzikowska – ulokowana jest przy Rynku 14 w Jarosławiu. Powstała w XVI lub XVII wieku. Podcienia dobudował w 1615 roku Mikołaj Kulig z Muniny na zlecenie właściciela Wojciecha Rydzika. Reprezentuje najlepiej zachowany typ tzw. kamienic jarosławskich z zamkniętym, krytym dachem dziedzińcem wewnętrznym - wiatą. W tylnej części kamienicy znajdowała się wielka izba, reprezentacyjne pomieszczenie mieszczańskie domu, parter przeznaczony był na cele handlowe a piętro mieściło izby mieszkalne.
Kamienica posiada rozbudowany, 3-kondygnacyjny system piwnic, dawnych składów kupieckich. Obecnie zlokalizowana jest tutaj Podziemna Trasa Turystyczna im. prof. Feliksa Zalewskiego - autora projektu renowacji piwnic.

## Właściciele kamienicy
- Filip Prokopowicz (XVI wiek-1614)
- Wojciech Rydzik (1614-1641)
- Walenty i Zofia Zawisza z domu Rydzik (1641-1717)

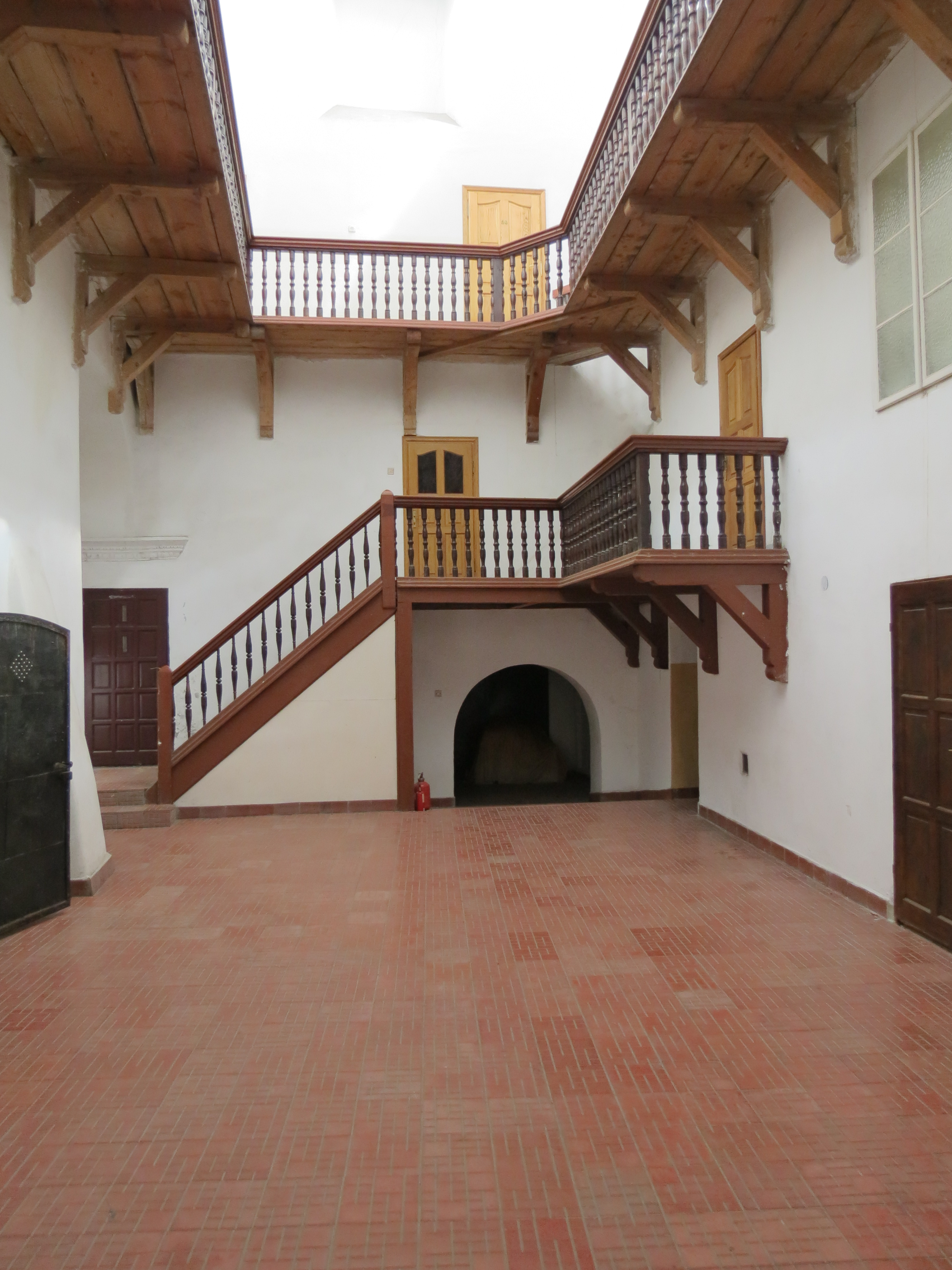
Dziedziniec kamienicy

- Eliasz Wapiński (1717-1777)
- Andrzej Wapiński (1777-1807)
- Jan Wapiński (1807-1831)
- Jan Walter (1993-2015)